# David Stern
David Joel Stern (Nueva York, Estados Unidos; 22 de septiembre de 1942-Ib.; 1 de enero de 2020) fue un abogado, empresario y gestor deportivo estadounidense conocido por haber sido comisionado de la National Basketball Association (NBA) entre 1984 y 2014.

## Biografía
David Stern, de origen judío, creció en Teaneck (Nueva Jersey), y se graduó en el instituto principal de la localidad. Después se licenció en Derecho en la Universidad Rutgers y en la Universidad de Columbia.

## En la NBA
David Stern comenzó a trabajar en un bufete de abogados que representaba a la NBA tras acabar su carrera en Columbia en 1966, comenzando una experiencia que le ha llevado unido cuarenta años al destino de la liga. En 1978, Stern se convirtió en el consejero general de la NBA y en 1980 fue nombrado vicepresidente ejecutivo. El 1 de febrero de 1984, Stern se convirtió en el cuarto comisionado de la NBA, sucediendo en el cargo a Larry O'Brien. Ese mismo año fue en el que se eligieron en el Draft cuatro futuras superestrellas de la liga: Michael Jordan, Hakeem Olajuwon, Charles Barkley y John Stockton.
La llegada de Jordan (su juego, su talento, su entorno y su contrato con la firma Nike) fue la etapa que marcó más el mandato de Stern, aportando a la liga una nueva dimensión. Jordan y las otras dos grandes leyendas del baloncesto de los 80 (Larry Bird y Magic Johnson) aportaron al juego nuevos bríos y mayor popularidad, y hasta 2006 Stern pudo ver la NBA crecer hasta 30 franquicias, la expansión a Canadá, partidos televisados fuera de los Estados Unidos y partidos en otros países.
La NBA tiene en la actualidad 11 oficinas en ciudades exteriores a los Estados Unidos, es televisada en 212 países en 42 lenguas y controla la WNBA y la NBA Development League bajo el mando del propio Stern.
David Stern ha hecho que todos los estados de los Estados Unidos con franquicias NBA y la provincia canadiense de Ontario no tengan casinos y loterías relacionados con las apuestas sobre la NBA. Desea simplemente un juego que sea "limpio y divertido".

### Eventos durante el mandato de Stern
- Creación de 7 nuevas franquicias: Charlotte Hornets, Minnesota Timberwolves, Miami Heat, Orlando Magic, Vancouver Grizzlies, Toronto Raptors y Charlotte Bobcats (posteriormente de nuevo Charlotte Hornets).
- Traslado de 6 franquicias a otras ciudades: Los Angeles Clippers (antes San Diego Clippers), Sacramento Kings (antes Kansas City Kings), Memphis Grizzlies (antes Vancouver Grizzlies), Brooklyn Nets (antes Nueva Jersey Nets), New Orleans Pelicans/Hornets (antes  Charlotte Hornets) y Oklahoma City Thunder (antes Seattle SuperSonics).
- Cuatro lockouts: 1995, 1996, 1999 y 2011.
- Creación del Código de vestimenta de la NBA.

### Críticas
La NBA, según confesión del propio David Stern en Toronto, no reconoce a la WADA: Agencia Mundial Antidopaje (en francés y oficialmente Agence Mondiale Antidopage, AMA, y en inglés World Anti-Doping Agency, WADA), agencia fundada por el COI; ni a la USADA: Agencia estadounidense Antidopaje (United States Olympic Anti-doping Agency.
Stern fue objeto de burlas y críticas de los especialistas que pedían la imposición de unas reglas y sanciones más estrictas y que decían que lo que consiguió es que la NBA fuese una "guardería". El propietario de los Dallas Mavericks Mark Cuban se burló constantemente de las infracciones que Stern consideraba "menores". Tras el infame incidente en el partido disputado entre Indiana Pacers y Detroit Pistons el 19 de noviembre de 2004, Stern impuso una de las sanciones más duras de la historia del deporte profesional estadounidense. De todas maneras, en defensa de Stern, los jugadores que recibieron las sanciones más duras fueron aquellos integrantes de los Indiana Pacers que llegaron a enfrentarse al público. Ron Artest (suspendido el resto de la temporada playoffs incluidos) y Stephen Jackson (suspendido 30 partidos) saltaron ambos a pelear con aficionados. Jermaine O'Neal (suspendido durante 25 partidos aunque posteriormente reducido a 15 tras apelación) golpeó a un aficionado que había saltado al campo, pero nunca accedió a las gradas. Por el contrario, Ben Wallace (Detroit Pistons) peleó únicamente con otros jugadores dentro de la cancha. 
Stern también fue criticado en 2005 por negociar un convenio laboral que no aportaba ningún cambio de importancia en el sistema de la liga. La sensación de "suavidad" ante el tope salarial impuesto a los equipos es evidente, e ineficaz para mantener una igualdad entre los equipos y una excesiva inflación en los salarios de los jugadores. Stern había comentado que quería asegurar y evitar una huelga de jugadores, tal y como sucedió en la temporada 1998-99 o en la National Hockey League en la 2004-05, que consiguió imponer un tope salarial más estricto. 
Stern impuso un Código de vestimenta de la NBA para los jugadores que fue recibido por todas las partes con cierto recelo.
Fue sucedido por Adam Silver el 1 de febrero de 2014, su segundo durante muchos años.

## Vida personal y fallecimiento
Stern se casó con Dianne Bock Stern y juntos tuvieron dos hijos: Eric y Andrew. Residían en Scarsdale, Nueva York.
El 12 de diciembre de 2019, Stern sufrió una hemorragia cerebral repentina y tuvo que ser operado de urgencia. Después de tres semanas hospitalizado, falleció el 1 de enero de 2020 a los 77 años, en Manhattan.
En abril de 2022 el periodista español Sergio Rabinal publicó un libro 
titulado Dios, patria, rey: La NBA según David Stern sobre su carrera y obra. En el libro se aporta información novedosa sobre sus acciones al frente de la liga como Comisionado.